# Glatigny (Mancha)
Glatigny foi uma comuna francesa na região administrativa da Normandia, no departamento da Mancha. Estendia-se por uma área de 4,99 km². Em 2010 a comuna tinha 144 habitantes (densidade: 28,9 hab./km²).
Em 1 de janeiro de 2016, passou a formar parte da nova comuna de La Haye.